# Gaoling (köpinghuvudort i Kina, Hubei Sheng, lat 29,74, long 112,31)
Gaoling (kinesiska: 高陵, 高陵镇) är en köpinghuvudort i Kina. Den ligger i provinsen Hubei, i den centrala delen av landet, omkring 210 kilometer sydväst om provinshuvudstaden Wuhan. Antalet invånare är 29 776. Befolkningen består av 14 732 kvinnor och 15 044 män. Barn under 15 år utgör 12,0 %, vuxna 15-64 år 77 %, och äldre över 65 år 9,0 %.
Runt Gaoling är det tätbefolkat, med 459 invånare per kvadratkilometer. Närmaste större samhälle är Xiulin, 8,8 km öster om Gaoling. Trakten runt Gaoling består till största delen av jordbruksmark.
Genomsnittlig årsnederbörd är 1 563 millimeter. Den regnigaste månaden är maj, med i genomsnitt 235 mm nederbörd, och den torraste är december, med 28 mm nederbörd.